# Boris Rotenberg (przedsiębiorca)
Boris Romanowicz Rotenberg (ros. Борис Романович Ротенберг; ur. 3 stycznia 1957 w Leningradzie) – rosyjski przedsiębiorca i miliarder, brat Arkadija Rotenberga, współwłaściciel grupy SGM (Стройгазмонтаж – Strojgazmontaż). Jest też członkiem zarządu SMP Bank (СМП Банк) i jednym z głównych udziałowców w przedsiębiorstwie Gazprom Burenije (Газпром бурение), które otrzymało duże kontrakty państwowe dzięki jego bliskim powiązaniom z prezydentem Putinem.
Został wiceprzewodniczącym Rosyjskiej Federacji Judo.
Decyzją z dnia 8 kwietnia 2022 r. Rada Unii Europejskiej nałożyła na Rotenberga sankcje w związku z inwazją Rosji na Ukrainę.
Ojciec Romana (ur. 1981, działacz i trener hokejowy) i Borisa (ur. 1986, piłkarz).